# 海恒博
海恒博（Alfred James Broomhall，1911年12月6日—1994年5月11日），英国内地会派往中国的医疗传教士，作家、历史学家。

## 早年
1911年12月6日，海恒博出生于中国山东烟台，父亲海文启（Benjamin Charles Broomhall）。海氏家族是传教士世家，海恒博是海家班的第三代。他的祖父海班明（Benjamin Broomhall）担任内地会总干事二十余年，娶了内地会创始人戴德生的妹妹戴贺美（Amelia）。大姑妈海帼德（Amelia Gertrude Broomhall）、大伯父海国禄（Albert Hudson Broomhall）、四姑妈海懿德（Edith Elizabeth Broomhall）、二伯父海思波（Marshall Broomhall）和父亲海文启都是内地会驻华传教士。
海恒博先后就读于烟台内地会芝罘学校，和英国巴斯的蒙顿康学校（Monkton Combe）。海恒博在19岁时，他读到一本关于中国四川省凉山彝族的书。他下定决心，要把耶稣告诉他们。像他的前辈戴德生一样，他也先去了皇家伦敦医院接受医学训练。完成课程后，他于1938年加入内地会，启程前往中国。

## 重返中国
在他抵达中国之前，中日战争已经爆发，日本控制了中国许多地方，旅行变得很困难，他毫不畏惧，到达香港，在那里买了一辆车，然后开车穿过法属印度支那，到达中国边境，再前往重庆。海恒博决定留在中国，与中国人一起面对困难时期。在战争期间，海恒博在四川的教会医院行医。

1942年，海恒博与Theodora Janet Churchill (生于1913年6月13日，2000年11月去世)在中国结婚，他们有3个女儿。1943年，这对开始进入彝族部落进行拓荒工作，他们在那里提供医疗援助，广交朋友。但是，日本的行动迫使他们离开。为了安全，他们全家不得不逃往印度。虽然失败了，海恒博还是告诉每个人：
"我想去凉山交朋友，因为那里有我所爱并希望服务的彝族兄弟。" 
战后，1946年，海恒博夫妇回到中国，海恒博只身前往凉山，把妻子和两个女儿留在了中国西南部的Luoshan。
 
1951年，海恒博夫妇和4个女儿被软禁几个月后，在年底被共产党趕出中国，许多彝族人来为他送行。

## 新工场
海恒博对内地会能否在泰国开展医疗工作进行了调查，后来在那里建立了三家医院。从1953年直到退休为止，他又在菲律宾民都洛岛，向岛上的原住民传教11年之久。

## 写作生涯
海恒博从医生岗位退休，放下手术刀以后，又开始拿起笔记录历史。他花了十多年时间，翻阅有关戴德生和中国内地会的大量记录。因此，他写出了最全面、最可靠的一本戴德生传记。随后海恒博在伦敦纽因顿格林（Newington Green）的海外基督使团总部大楼担任多个职位。

## 最后访问中国
1988年，虽然他身体不好，他还是获准再次访问彝族。他回到四川，曾经传教的彝族地区。他泪流满面，宣称想在两年后再次回来。那时，他失聪了，身体一侧瘫痪，人们奔走相告，说海医生回来了。一个女人跪在他面前，拿着她母亲送给她的戒指。
"你治好了我妈妈。她快要死的时候，把她的戒指给我，叫我必须交给你。"
 1991年再次回来时，他向当地医院捐赠了价值2万美元的医疗设备。
""凉山人民一直对我如此的支持和帮助，" 他说。"我永远不会忘记他们的友谊。"
 他知道再也回不来了，泪眼汪汪的医生拿起一块土带回家。三年后，1994年5月11日，海恒博去世了，享年82岁。

## 著作
- Strong Tower (1947)
- Strong Man's Prey (1953)
- Fields for Reaping (1953)
- Time for Action (1965)
- Hudson Taylor & China’s Open Century Volume One: Barbarians at the Gates; Alfred James Broomhall; Hodder and Stoughton and Overseas Missionary Fellowship, 1982
- Hudson Taylor & China’s Open Century Volume Two: Over the Treaty Wall; Alfred James Broomhall; Hodder and Stoughton and Overseas Missionary Fellowship, 1982
- Hudson Taylor & China’s Open Century Volume Three: If I Had a Thousand Lives; Alfred James Broomhall; Hodder and Stoughton and Overseas Missionary Fellowship, 1982
- Hudson Taylor & China’s Open Century Volume Four:: Survivors’ Pact; Alfred James Broomhall; Hodder and Stoughton and Overseas Missionary Fellowship, 1983
- Hudson Taylor & China’s Open Century Volume Five: Refiner’s Fire; Alfred James Broomhall; Hodder and Stoughton and Overseas Missionary Fellowship, 1984
- Hudson Taylor & China’s Open Century Volume Six: Assault On The Nine; Alfred James Broomhall; Hodder and Stoughton and Overseas Missionary Fellowship, 1988
- Hudson Taylor & China’s Open Century Volume Seven: It Is Not Death To Die; Alfred James Broomhall; Hodder and Stoughton and Overseas Missionary Fellowship, 1989